# SpaceBoy
SpaceBoy és una pel·lícula infantil de 2021 dirigida per Olivier Pairoux. Es va estrenar internacionalment al Festival Internacional de Cinema Molodist a principis de juny de 2021. També es va projectar al Festival Internacional de Cinema Schlingel i al Festival de Cinema de Gant l'octubre de 2021. S'ha doblat i subtitulat al català.